# علي بن عيسى الأسطرلابي
علي بن عيسى الأسطرلابي من مشاهير الرياضيين الفلكيين في القرن 9 (القرن 3 هـ) الذين قاموا بالأرصاد، وبيّنوا طريقة العمل بالأسطرلاب المسطّح. عاش في عصر المأمون وكان أحد فلكييه. عاش في بغداد. درس علم الهيئة (الفلك) على ابن خلف المروزي، وعمل مع الجوهري في مرصدي بغداد ودمشق. اشترك الأسطرلابي مع يحيي بن أبي منصور والعباس والجوهري وغيرهما في الأرصاد الفلكية التي أجريت في بغداد ودمشق وقياس درجة من دوائر سطح الكرة الأرضية التي أمر به المأمون في سنجار نحو عام 820 (203 هـ).